# Kurt Kachlicki
Kurt Kachlicki (* 19. Mai 1934 in Berlin; † 17. Februar 1978 in Ost-Berlin) war ein deutscher Schauspieler und Synchronsprecher in der DDR.

## Leben
Kachlicki absolvierte zunächst eine Ausbildung zum Modelltischler und erlernte dann das Schauspielhandwerk an der Max-Reinhardt-Schule bei Hilde Körber. Ab 1955 wirkte er in den Theatern in Zeitz, Meißen und ab 1959 in Leipzig.
Kachlicki spielte ab 1959 als Schauspieler vor der Kamera in zahlreichen DEFA-Filmen und in Fernsehserien des Deutschen Fernsehfunks mit. Kachlicki wurde oft als Offizier oder in zwielichtigen Rollen besetzt. Bekannt wurde er insbesondere durch seine Darstellung des Leutnant Wehnert im Antikriegsfilm Die Abenteuer des Werner Holt (1965).
Als Synchronsprecher lieh Kachlicki unter anderem Benny Frandsen (Morten Grunwald) im Film Die Olsenbande läuft Amok seine Stimme, vor allem aber war er der Stammsprecher von Jean-Paul Belmondo in der DDR (Das Brautpaar des Jahres II, Cartouche - Rächer der Armen, Der Unverbesserliche, Der Boss hat sich was ausgedacht).
Kurt Kachlicki starb am 17. Februar 1978 im Alter von 43 Jahren an den Folgen eines Verkehrsunfalls.

## Filmografie
- 1959: Verwirrung der Liebe
- 1961: Die Spinne
- 1963: Die Spur führt in den 7. Himmel (TV-Fünfteiler)
- 1963: Es geht nicht ohne Liebe
- 1965: Die Abenteuer des Werner Holt
- 1965: Tiefe Furchen
- 1965: Ohne Paß in fremden Betten
- 1966: Der Neffe als Onkel
- 1968: Die Toten bleiben jung
- 1968: 12 Uhr mittags kommt der Boß
- 1968: Piloten im Pyjama (TV-Vierteiler)
- 1969: Sąsiedzi
- 1969: Hans Beimler, Kamerad (TV-Mehrteiler)
- 1969: Rendezvous mit unbekannt (TV-Mehrteiler)
- 1970: Junge Frau von 1914 (TV-Zweiteiler)
- 1970: Botschafter morden nicht (TV-Dreiteiler)
- 1970: Der Mörder sitzt im Wembley-Stadion (TV-Zweiteiler)
- 1971: Angebot aus Schenectady
- 1971: Der Mann, der sterben muss
- 1971: Osceola
- 1971: KLK an PTX – Die Rote Kapelle
- 1973: Die Brüder Lautensack (TV-Miniserie)
- 1978: Gefährliche Fahndung (Fernsehserie)

## Synchron-und-Sprechrollen
- Stan Laurel (als Stan) in Die brennende Nachbarin (1929) [DDR-Synchro (1972)]
- Maurice Ronet (als Vincenzo Bellini) in Liebe in Moll (1954)
- Frank Latimore (als Graf Riccardo von Argentari) in Der schwarze Capitano (1956) [Synchro (1970)]
- Fausto Cigliano (als Amerigo Zappitelli) in Nachtwächter, Dieb und Dienstmädchen (1958) [Synchro (1970)]
- Vasily Lanovoy (als Arthur Grey) in Das purpurrote Segel (1961)
- Michael Quinn (als Nick Craig) in Geisterschwadron (1961–1964) [Synchro (1969)]
- Brian Smith (als Albert Campion) in Detektive (1964–1969, in Episode "12", Staffel 2)
- Philippe Noiret (als Michou) in Die Italienische Geliebte (1966)
- Dominique Paturel (als Chaverny) in Die Abenteuer des Chevalier de Lagardère – 2. Der Bucklige (1967)
- Jim Dale (als Dr. Jim Kilmore) in Das total verrückte Krankenhaus (1968) [Synchro (1973)]
- Karl Zugowski (als Andy Sleek) in Weiße Wölfe (1969)
- Jean Constantin (als Patraulea) in B.D. im Alarmzustand (1971)
- Jesper Langberg (als Mortensen) in Die Olsenbande und ihr großer Coup (1972)
- Morten Grunwald (als Benny Frandsen) in Die Olsenbande läuft Amok (1973)
- Kenneth Williams (als Captain Desmond Fance) in Mach’ weiter, Dick! (1974) [Synchro (1975)]
- Jean-Paul Belmondo (als Victor Vauthier) in Der Unverbesserliche (1975) [2. Synchro (DDR)]